# Güzelyurt
Güzelyurt, antes conocida como Gelveri, es una ciudad y un distrito de la provincia de Aksaray en la región turca de Anatolia Central. Está a 45 km de distancia de la ciudad de Aksaray.
Según el censo del año 2012, la población del distrito es de 12.527 habitantes, de los que 2.672 viven en la ciudad de Güzelyurt. El distrito ocupa una superficie de 322 km² y tiene una elevación media de 1.485 m.
Está enclavado en un área de gran belleza natural e importancia histórica, parte de la antigua región turca de la Capadocia y cercano al Valle de Ihlara.
- Datos: Q1004503
- Multimedia: Güzelyurt / Q1004503